# آرتور کومبرلیج
آرتور کومبرلیج (انگلیسی: Arthur Cumberlidge; ۵ آوریل ۱۹۱۴ – ۲۰ آوریل ۱۹۸۳) بازیکن فوتبال اهل بریتانیا بود.
از باشگاه‌هایی که در آن بازی کرده‌است می‌توان به باشگاه فوتبال استوک سیتی، باشگاه فوتبال نورتویچ ویکتوریا، و باشگاه فوتبال پورت ویل اشاره کرد.